# Hede, Munkedals kommun

Hede är kyrkbyn i Hede socken i Munkedals kommun i Bohuslän. SCB avgränsade 1990 en småort för bebyggelsen i byn och dess grannby i söder, Fisketorp, och namnsatte denna till Hede och Fisketorp.
I Hede finns Hede kyrka. 